# César Cascabel
César Cascabel est un roman de Jules Verne, paru en 1890.

## Historique
L'œuvre est d'abord publiée en feuilleton dans le Magasin d'éducation et de récréation du 1er janvier au 15 décembre 1890, puis en volume, le 17 novembre de la même année, chez Hetzel.

## Résumé
Fortune faite, la famille Cascabel, artistes forains, veut quitter l'Amérique pour rejoindre sa Normandie natale. Par malheur, deux aigrefins les volent, leur enlevant tout espoir de pouvoir payer leur traversée de l'Atlantique. César, le chef de famille, décide de regagner le sol natal en roulotte, d'abord par le détroit de Behring pris dans les glaces, puis en traversant la Sibérie et la Russie.
Le voyage est émaillé d'incidents divers. Les saltimbanques recueillent un proscrit, le comte Narkine, ainsi qu'une jeune indienne, Kayette. Mais le passage de la banquise s'avère périlleux. Pris par un glaçon dérivant, la roulotte finit par s'échouer dans l'archipel des Liakhov, mais les héros sont capturés par une tribu indigène. Grâce à l'astuce de César Cascabel, ils recouvrent la liberté.
Entre-temps, les deux malfaiteurs auteurs de l'agression contre Narkine complotent afin de livrer ce dernier à la police du tsar. Après les monts Oural, on atteint la ville de Perm, où la troupe Cascabel va donner une grande représentation. Au cours d'une pantomime burlesque, Cascabel fait arrêter les malandrins, et l'on apprend que le comte Narkine vient d'être amnistié.
Il récompensera ses sauveurs et mariera leur fils aîné à Kayette qu'il vient d'adopter. La famille Cascabel regagnera la Normandie et s'y établira définitivement.

## Les personnages

### La troupe de César Cascabel
- César Cascabel, 45 ans, le chef de famille. Il excelle dans les exercices de force.
- Cornélia Cascabel, 40 ans, sa femme. Elle ne lui cède en rien en ce qui concerne la robustesse.
- Jean Cascabel, 19 ans, leur fils aîné. Jongleur de la troupe.
- Alexandre Cascabel, dit Sandre, le fils cadet, 12 ans. Pratique avec talent le contorsionnisme.
- Napoléone Cascabel, la fille, 8 ans, danseuse de corde.
- Ned Harley, dit Clou-de-Girofle, 35 ans, Américain embauché par César Cascabel, pitre de la troupe.
- Wagram, chien épagneul, très précieux à la chasse.
- Marengo, chien caniche, savant et spirituel.
- John Bull, le singe, rivalisant de grimaces avec Clou-de-Girofle.
- Jako, perroquet, originaire de Java, qui parle dix heures sur douze.
- Vermout, cheval de la troupe.
- Gladiator, cheval de la troupe.
- La "Belle-Roulotte", surnom de la roulotte de la famille Cascabel.

### Les autres personnages
- Serge Narkine, 45 ans, comte russe, exilé politique, évadé de Sibérie.
- Kayette, 15 à 16 ans, jeune indienne Indgelète, orpheline.
- Sir Edward Turner, baronnet anglais, hautain et très entiché de sa nationalité.
- William J. Morlan, américain, vendeur de coffres-forts.
- Tchou-Tchouk, 50 ans environ, chef indigène des îles Liakhoff.
- Ortik, 40 ans, matelot russe.
- Kirschef, 35 ans, matelot russe.
- Ivan, 30 ans, domestique du comte Narkine, tué pendant l'agression.
- Ro-No, guide d'origine indienne.
- Docteur Harry, médecin à Sitka, soigne le comte Narkine.

## Galerie - cartes et quelques dessins et gravures de George Roux

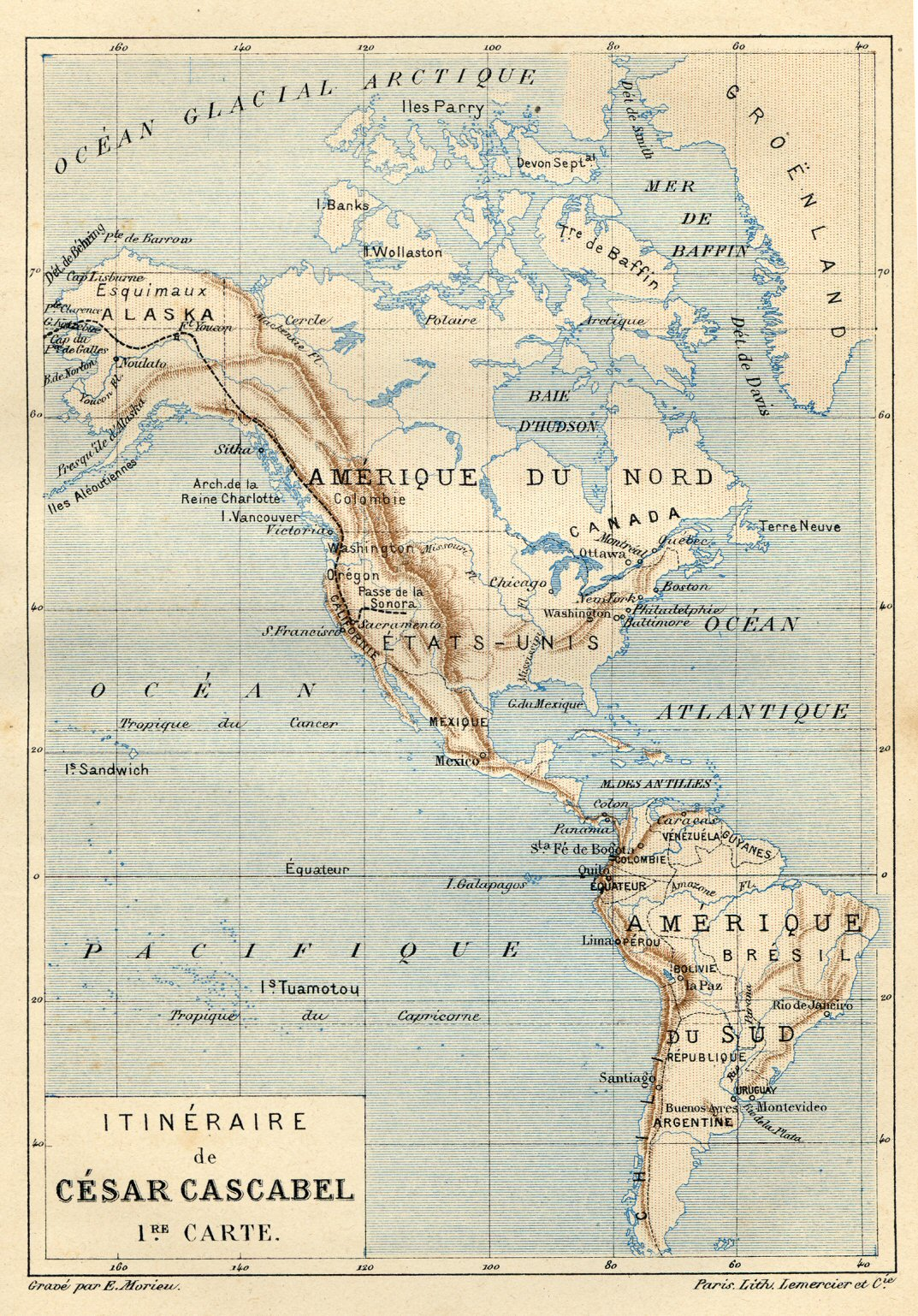
Itinéraire des Cascabel, première partie
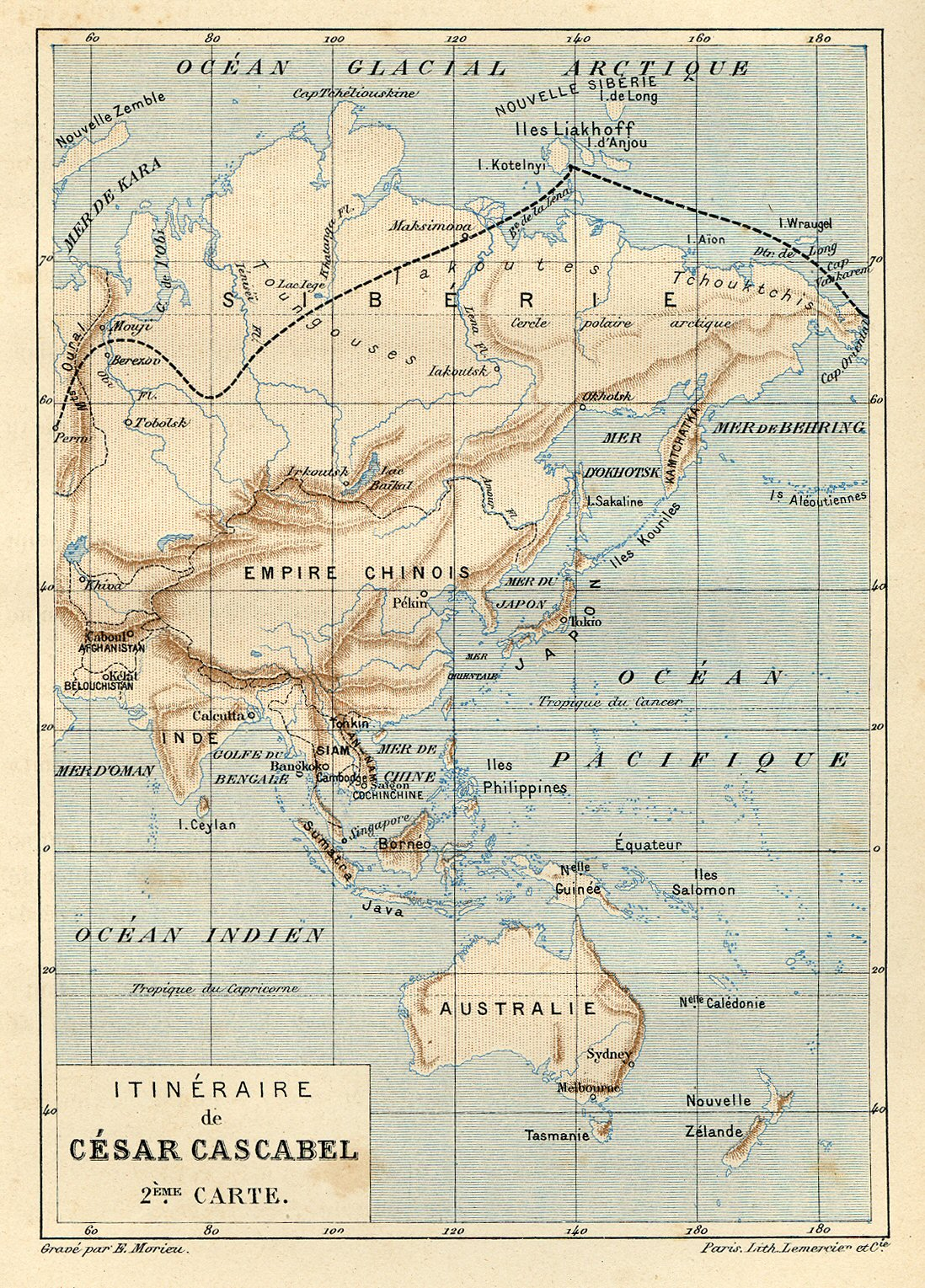
Itinéraire des Cascabel, deuxième partie
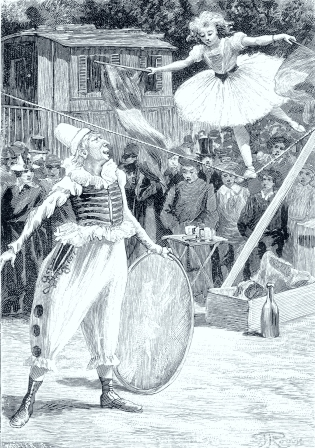
Clou de Girofle et Napoléone
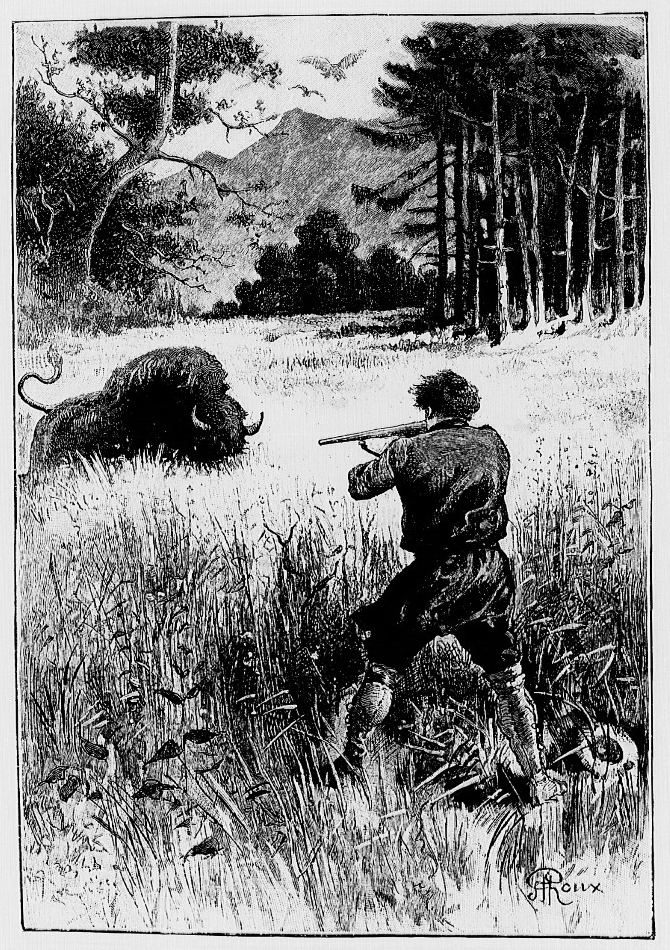
Jean chasse le bison
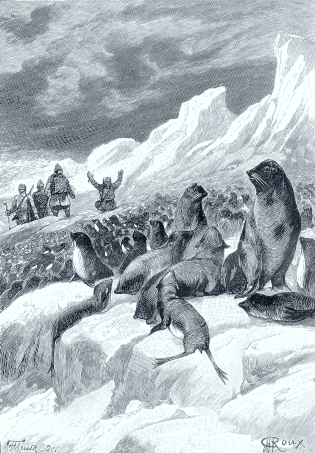
Les phoques sur l’ilot Diomède
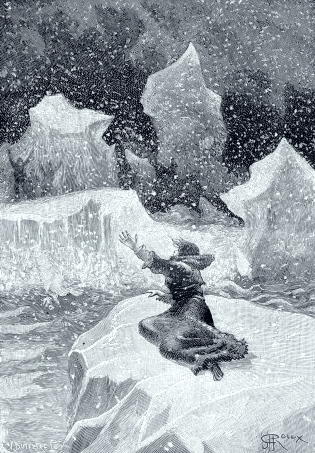
Kayette perdue sur un iceberg
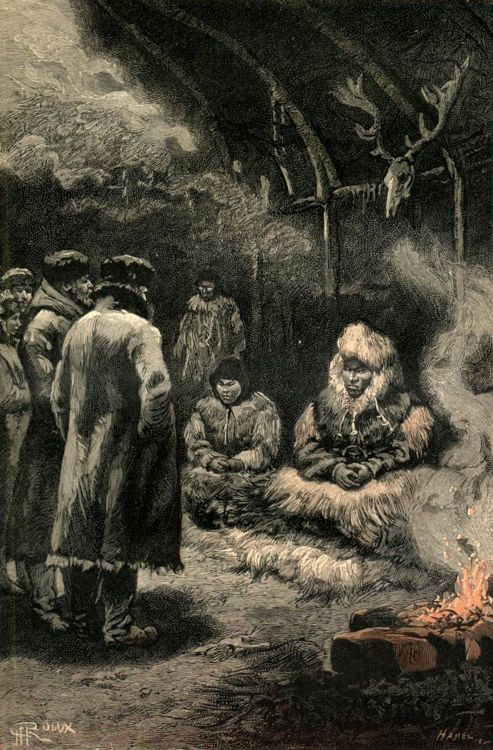
Prisonniers sur les îles Liakhoff